# Греко-римская борьба на летних Олимпийских играх 1952 — до 62 кг
Соревнования по греко-римской борьбе в рамках Олимпийских игр 1952 года в полулёгком весе (до 62 килограммов) прошли в Хельсинки с 24 по 27 июля 1952 года в «Exhibition Hall I».
Турнир проводился по системе с начислением штрафных баллов. За чистую победу штрафные баллы не начислялись, за победу по очкам борец получал один штрафной балл, за любое поражение (по очкам со счётом 2-1, со счётом 3-0 или чистое поражение) — три штрафных балла. Борец, набравший пять штрафных баллов, из турнира выбывал. Трое оставшихся борцов выходили в финал, проводили встречи между собой. Схватка по регламенту турнира продолжалась 15 минут. Если в течение первых десяти минут не было зафиксировано туше, то судьи могли определить борца, имеющего преимущество. Если преимущество никому не отдавалось, то назначалось шесть минут борьбы в партере, при этом каждый из борцов находился внизу по три минуты (очередность определялась жребием). Если кому-то из борцов было отдано преимущество, то он имел право выбора следующих шести минут борьбы: либо в партере сверху, либо в стойке. Если по истечении шести минут не фиксировалась чистая победа, то оставшиеся четыре минуты борцы боролись в стойке.
В полулёгком весе боролись 17 участников. В отсутствие Улле Андерберга, серебряного призёра предыдущих игр и чемпиона мира 1950 года (он выступал по вольной борьбе в лёгком весе и стал олимпийским чемпионом), фаворита соревнований не было. В финальную часть вышли советский борец Яков Пункин, египтянин Абдель Аль Рашид (вышел в финальную часть благодаря личной победе над Умберто Триппа) и молодой венгр Имре Пойяк. Пункин безжалостно расправился с конкурентами, победив их обоих быстро и чисто и стал олимпийским чемпионом. Пойяк остался вторым, он победил Аль Рашида ещё до финальной части, а Аль-Рашид получил бронзовую медаль.  

## Призовые места
- Яков Пункин (URS)
- Имре Пойяк (HUN)
- Абдель Аль Рашид (EGY)

## Первый круг
| Штрафных баллов | Участник 1             | Результат    | Участник 2                | Штрафных баллов |
| --------------- | ---------------------- | ------------ | ------------------------- | --------------- |
| 0               | Имре Пойяк (HUN)       | Туше (2:31)  | Марко Антонио Жирон (GUA) | 3               |
| 1               | Гуннар Хаканссон (SWE) | 3-0          | Франчиск Хорват (ROU)     | 3               |
| 1               | Эрнест Гонджик (POL)   | 2-1          | Бела Торма (YUG)          | 3               |
| 1               | Бартль Брётцнер (AUT)  | 3-0          | Люсьен Клас (BEL)         | 3               |
| 0               | Абдель Аль Рашид (EGY) | Туше (8:30)  | Рольф Эллерброк (GER)     | 3               |
| 1               | Умберто Триппа (ITA)   | 2-1          | Дагфин Хусеби (NOR)       | 3               |
| 1               | Эркки Талосела (FIN)   | 3-0          | Хасан Бозбей (TUR)        | 3               |
| 0               | Яков Пункин (URS)      | Туше (11:17) | Антоин Мерль (FRA)        | 3               |
| 0               | Сафи Таха (LIB)        | Пропускал    |                           |                 |

## Второй круг
| Штрафных баллов | Участник 1             | Результат   | Участник 2                | Штрафных баллов |
| --------------- | ---------------------- | ----------- | ------------------------- | --------------- |
| 0               | Сафи Таха (LIB)        | Туше (2:35) | Марко Антонио Жирон (GUA) | 6               |
| 1               | Имре Пойяк (HUN)       | 3-0         | Гуннар Хаканссон (SWE)    | 4               |
| 2               | Эрнест Гонджик (POL)   | 2-1         | Франчиск Хорват (ROU)     | 6               |
| 2               | Бартль Брётцнер (AUT)  | 2-1         | Бела Торма (YUG)          | 6               |
| 4               | Рольф Эллерброк (GER)  | 3-0         | Люсьен Клас (BEL)         | 6               |
| 1               | Абдель Аль Рашид (EGY) | 2-1         | Умберто Триппа (ITA)      | 4               |
| 2               | Эркки Талосела (FIN)   | 3-0         | Дагфин Хусеби (NOR)       | 6               |
| 4               | Хасан Бозбей (TUR)     | 3-0         | Антоин Мерль (FRA)        | 6               |
| 0               | Яков Пункин (URS)      | Пропускал   |                           |                 |

## Третий круг
| Штрафных баллов | Участник 1             | Результат   | Участник 2             | Штрафных баллов |
| --------------- | ---------------------- | ----------- | ---------------------- | --------------- |
| 1               | Яков Пункин (URS)      | 3-0         | Сафи Таха (LIB) ¹      | 3               |
| 2               | Имре Пойяк (HUN)       | 3-0         | Эрнест Гонджик (POL)   | 5               |
| 3               | Бартль Брётцнер (AUT)  | 3-0         | Гуннар Хаканссон (SWE) | 7               |
| 4               | Умберто Триппа (ITA)   | Туше (2:14) | Рольф Эллерброк (GER)  | 7               |
| 2               | Абдель Аль Рашид (EGY) | 3-0         | Эркки Талосела (FIN)   | 5               |
| 4               | Хасан Бозбей (TUR)     | Пропускал   |                        |                 |

¹ Снялся с соревнований

## Четвёртый круг
| Штрафных баллов | Участник 1           | Результат | Участник 2             | Штрафных баллов |
| --------------- | -------------------- | --------- | ---------------------- | --------------- |
| 2               | Яков Пункин (URS)    | 3-0       | Хасан Бозбей (TUR)     | 7               |
| 3               | Имре Пойяк (HUN)     | 2-1       | Абдель Аль Рашид (EGY) | 5               |
| 5               | Умберто Триппа (ITA) | 3-0       | Бартль Брётцнер (AUT)  | 6               |

## Финал

### Встреча 1
| Штрафных баллов | Участник 1             | Результат   | Участник 2       | Штрафных баллов |
| --------------- | ---------------------- | ----------- | ---------------- | --------------- |
| 2               | Яков Пункин (URS)      | Туше (1:26) | Имре Пойяк (HUN) | 6               |
| 5               | Абдель Аль Рашид (EGY) | Пропускал   |                  |                 |

### Встреча 2
| Штрафных баллов | Участник 1        | Результат   | Участник 2             | Штрафных баллов |
| --------------- | ----------------- | ----------- | ---------------------- | --------------- |
| 2               | Яков Пункин (URS) | Туше (3:28) | Абдель Аль Рашид (EGY) | 8               |
| 5               | Имре Пойяк (HUN)  | Пропускал   |                        |                 |